# Melanorosaurus readi
Il melanorosauro (Melanorosaurus readi) era un dinosauro erbivoro appartenente ai sauropodomorfi. Visse nel Triassico superiore (Norico, circa 220 - 210 milioni di anni fa) e i suoi resti fossili sono stati ritrovati in Sudafrica.

## Descrizione
Questo animale era uno dei primi grandi dinosauri quadrupedi dal collo lungo. Secondo alcune stime, Melanorosaurus oltrepassava gli otto metri di lunghezza e poteva superare la tonnellata di peso. Il corpo era robusto e sorretto da quattro arti potenti, quasi colonnari. Il collo lungo terminava in una piccola testa, lunga circa 25 centimetri. Il muso di Melanorosaurus era piuttosto appuntito, e il cranio risultava pressoché triangolare se visto dall'alto. I denti erano piccoli e a forma di piolo; la premascella era dotata di quattro denti su ciascun lato, una caratteristica che si riscontra nei sauropodomorfi basali. La mascella, invece, possedeva 19 denti su ogni lato. 

### Caratteristiche
Secondo uno studio di de Fabrègues e Allain (2016) Melanorosaurus era caratterizzato da un femore dotato di una testa pressoché emisferica, di un trocantere minore vicino al margine laterale dell'osso e da un quarto trocantere simmetrico in vista mediale e sostanzialmente dritto lungo il femore. 
Altre caratteristiche che definiscono Melanorosaurus si trovano nel cranio, come una barra internariale allargata, una premascella ingrossata, una corta cresta sulla superficie dorsolaterale della parte posteriore della mascella, la perdita del processo anteroventrale dell'osso nasale, un vomere allungato e un canale neurale largo e poco profondo (Yates, 2007). 

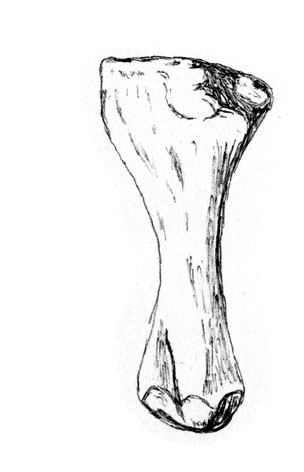
Tibia di Melanorosaurus readi

## Classificazione
Melanorosaurus readi venne descritto per la prima volta nel 1924 da Haughton, che studiò alcuni fossili incompleti rinvenuti nella formazione Elliot inferiore, nella zona del Transkei (Sudafrica). Altri fossili attribuiti a questa specie (tra cui uno scheletro incompleto ma con tanto di cranio) sono stati ritrovati in altre zone del Sudafrica (Stato Libero dell'Orange, Eastern Cape); il taxon Melanorosaurus readi comprende anche i fossili ascritti alla specie Roccosaurus tetrasacralis, in realtà un nomen nudum. Al genere Melanorosaurus venne ascritta nel 1993 un'altra specie, Melanorosaurus thabanensis, sulla base di un femore e altre ossa provenienti dal Lesotho; questa specie, tuttavia, è stata in seguito riclassificata in un genere a sé stante, Meroktenos (de Fabrègues e Allain, 2016). 

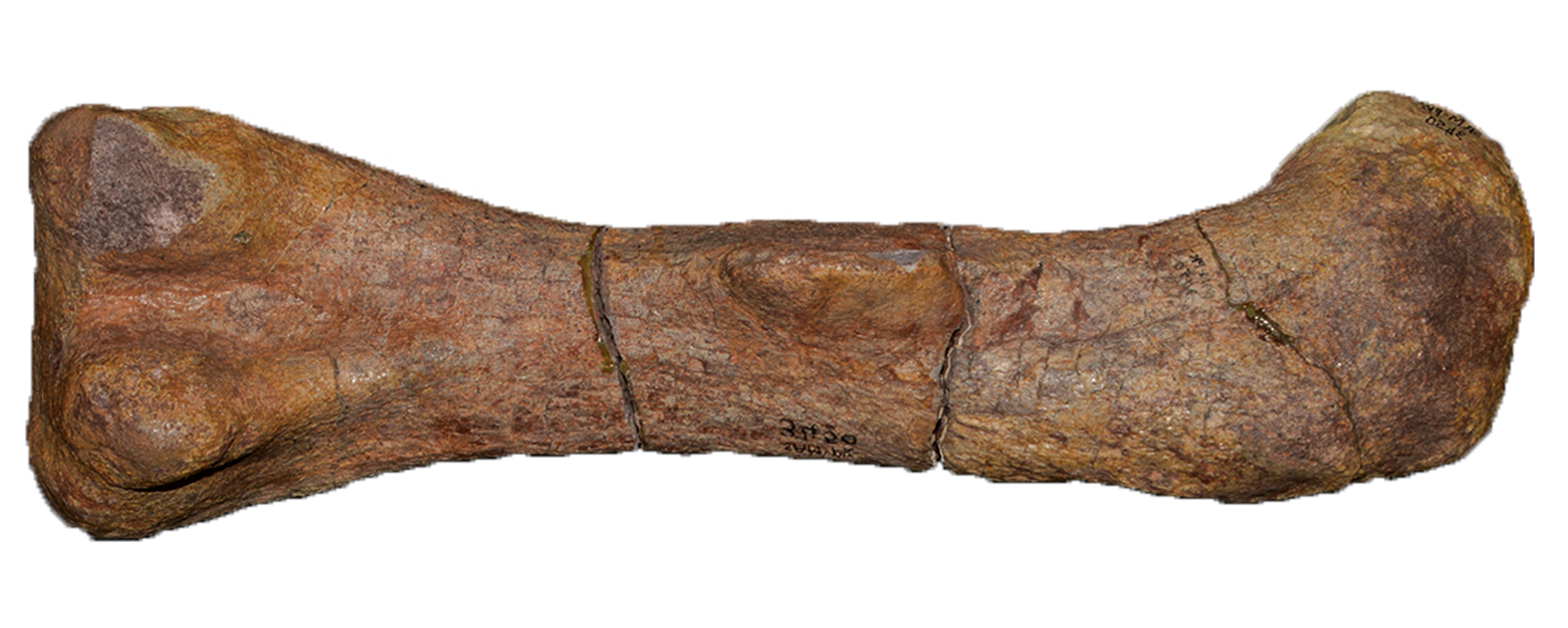
Femore di Melanorosaurus readi

Melanorosaurus è considerato un rappresentante dei sauropodomorfi, al di fuori del clade dei sauropodi. In passato questo animale era ritenuto un vero e proprio antenato dei sauropodi giganti del Giurassico e del Cretaceo; ora si pensa fosse parte di un ramo collaterale, estintosi senza discendenti. Il cranio di Melanorosaurus mostra un intrigante mix di caratteri derivati e primitivi, alcuni dei quali preannuncianti i sauropodi e altri che lo rendono piuttosto simile a Plateosaurus; questi ultimi, tuttavia, sono stati interpretati come convergenze o simplesiomorfie (Yates, 2007).

## Paleoecologia
Melanorosaurus doveva essere uno dei più grandi animali presenti nel suo ecosistema; era un grande erbivoro che si nutriva di piante morbide, le cui foglie venivano strappate dai piccoli denti.